# Caragana aegacanthoides
Caragana aegacanthoides là một loài thực vật có hoa trong họ Đậu. Loài này được (Parker) L.B.Chaudhary & S.K. Srivast. mô tả khoa học đầu tiên năm 2007.